# 枣祗
枣祗（？—196年以后？），颍川郡長社县（今河南省长葛市）人，本姓棘，其先人避仇改姓，历任东阿令、羽林监、屯田都尉等职，是屯田制的首倡者之一，對三国初期曹操统一北方贡献巨大。

## 生平
枣祗最早在历史记载中出现，约始于中平六年（189年）。当时外戚与宦官集团火拼，并州牧董卓拥兵乱政，各地招讨旗纷举，当时已有很大名气的枣祗投到曹操麾下，“共举义兵，周旋征讨”，深得曹操器重。
汉献帝初平三年（192年），曹操佔领兖州，自领兖州牧，任命枣祗为东阿令，镇守东阿。枣祗致力于劝课农桑，积谷屯粮，勤修武备，组织操练军民，并将城防工事加固修缮一新。兴平二年（195年），吕布、陈宮乘曹操出兵徐州之机，突袭东阿，被枣祗率军民顽强击退。汉献帝建安元年（196年），曹操迎献帝到许都，枣祗受封羽林监，宿卫宫中。
枣祗推行屯田制，但不久就因病去世，追贈为陈留太守。事隔多年，曹操对枣祗还念念不忘，追封枣祗为列侯，并让他的儿子承袭侯位。

## 屯田制
枣祗的最大贡献，在于他首倡实施了屯田制。早在随曹操镇压黄巾军余部时，枣祗就对起义农民亦战亦耕、兵农合一的做法产生了极大兴趣，建安元年，曹操击败了颍川汝南郡的黄巾军，夺得了一大批耕牛、农具和劳动力。枣祗建议曹操利用这些农具，在许都一带开垦土地，实行屯田，以解决粮食问题。曹操采纳了他的建议，并任命他为屯田都尉，全权负责屯田事宜。
枣祗首先将荒芜的无主农田收归国家所有，将招募到的大批流民按军队的编制编成组，由国家提供土地、种子、耕牛和农具，由他们开垦耕种，获得的收成，由国家和屯田的农民按比例分成。屯田实施的第一年，就“得谷百万斛”。曹操于是下令郡国都置田官，招募流亡百姓屯田。后来又接受枣祗的建议，下令军队屯田，屯田制得到广泛推行，也因為此貢獻，在本郡臨潁縣的潁水一支流被命名為“棗祗河”。

## 家人
- 枣处中，兒子
- 枣叔祎，兒子，魏钜鹿太守
  - 枣据[3]
    - 枣腆，字玄方，晉襄城太守
    - 枣嵩，字台产，裴宪女婿，王浚女婿；[3]官至散骑常侍。

## 延伸阅读
[在维基数据编辑]
 《三國志/卷16》，出自陳壽《三國志》